# Melipona marginata
Melipona marginata é uma espécie de abelha social da tribo Meliponini. As abelhas desse grupo são conhecidas pelo comportamento social e pelo ferrão atrofiado. São popularmente conhecidas como abelhas sem ferrão e estão amplamente distribuídas pelos trópicos e subtrópicos. Melipona marginata é considerada uma das espécies do gênero Melipona mais sensíveis aos processos de degradação e fragmentação dos hábitats, sendo considerada “exigente em relação ao tamanho e/ou qualidade desses fragmentos, não ocorrendo a não ser nos maiores, mais antigos e menos perturbados.” 
Possui nome popular de manduri, manduri menor, minduri, gurupu do miúdo ou taipeira. As operárias têm cerca de 6 a 7 mm de comprimento e coloração acinzentada ou preta. As colônias são levemente povoadas, com aproximadamente 300 indivíduos adultos.
De acordo com Kerr (1948), M. marginata é uma espécie excepcional pois a taxa de produção de rainhas é muito maior do que em outras espécies de abelhas do gênero Melipona, podendo chegar a 25% do total de fêmeas produzidas em uma colônia.
Devido às semelhanças dos caracteres morfológicos, Melipona marginata e Melipona obscurior foram consideradas duas subespécies de Melipona marginata, sendo a separação proposta por Camargo & Pedro em 2007. Assim, M. obscurior é um status novum de M. marginata obscurior, e pode ser considerada uma espécie estreitamente relacionada com M. marginata, tanto no tamanho corporal quanto no comportamento de diapausa reprodutiva facultativa apresentado pelas rainhas nos meses de encurtamento do fotoperíodo. A espécie M. marginata está distribuída pelos estados de São Paulo, Rio de Janeiro, Minas Gerais, Bahia, Pernambuco, Ceará e Goiás, enquanto M. obscurior pode ser encontrada nos estados de São Paulo, Santa Catarina, Paraná, Mato Grosso e Rio Grande do Sul.